# Heinrich Droste zu Hülshoff
Heinrich Droste zu Hülshoff (* um 1640; † 1721) entstammte dem Münsterländer Adelsgeschlecht der Droste zu Hülshoff. Er brachte mit seinen gewaltsamen Streitigkeiten um das väterliche Erbe die Familie in finanzielle Bedrängnis.

## Leben

### Herkunft und Familie
Heinrich von Droste zu Hülshoff wuchs als Sohn des Heinrich II. von Droste-Hülshoff (1597–1666) und seiner Gemahlin Clara Anna von Neheim zu Niederwerries zusammen mit seinen elf Geschwistern in der ursprünglich edelfreien Erbmännerfamilie Droste zu Hülshoff auf. Er gehörte der 15. Generation seiner Familie an. Sein Bruder Bernhard war Stammherr auf Burg Hülshoff und Universalerbe.

### Wirken
Mit dem Erhalt der Tonsur am 24. September 1661 wurde Heinrich auf ein geistliches Leben vorbereitet. Er schlug allerdings die Militärlaufbahn ein, wurde Soldat und heiratete Maria Henrica von Bischopinck zu Telgte, Tochter der Eheleute Johann und Catharina von Bischopinck zu Getter. Sie war Erbin eines Burglehens Telgte, zu dem Besitz in und vor Telgte gehörte, wurde aber von ihrem Mann, der ihr Vermögen nicht zusammenhielt, schlecht behandelt. Wegen unklarer Formulierungen im Testament seiner Eltern geriet Heinrich, dabei teils von anderen Geschwistern unterstützt, in einen Konflikt mit seinem Bruder. Bernhard war Universalerbe und testamentarisch verpflichtet, allen Geschwistern und ihren Familien Unterhalt auf Hülshoff zu gewähren. Dies wurde weidlich ausgenutzt. Am 10. November 1676 eskalierte der Streit, als Bernhard seine Geschwister aufforderte, entweder die Kosten ihres Aufenthalts zu begleichen oder Hülshoff zu verlassen. Dieses Verhalten brachte Heinrich – dem Trunke nicht abgeneigt – so in Rage, dass er versuchte, seinen Bruder Bernhard mit Pistolenschüssen zu töten, weswegen er den Beinamen „Todtschläger“ erhielt.
Heinrich und sein Bruder Heidenreich erhielten von ihrem Bruder Hausverbot. Durch Gerichtsbeschluss wurde Bernhard verpflichtet, seinen Brüdern je 2000 und seinen Schwestern je 1500 Taler auszuzahlen. Darüber hinaus wurde Bernhards Nachfolger verpflichtet, Zahlungen an deren Erben zu leisten. Diese Umstände brachten Bernhard in finanzielle Schwierigkeiten. Er schaffte es jedoch, durch geschicktes Wirtschaften die Krise zu meistern. Die Streitigkeiten wurden beendet; die Geschwister söhnten sich wieder aus. Heinrich überlebte seine Geschwister und vererbte sein restliches Vermögen an Bernhards Sohn Heinrich Johann. Er machte ein Vermächtnis für die Armen. Eine Nachbildung einer von ihm gestifteten Kreuzigungsgruppe steht heute auf dem Friedhof in Roxel.